# شجرة عائلة الأسرة المصرية الخامسة عشر

## مقدمة
الأسرة الخامسة عشرة (حوالي 1650–1530 ق.م)، المعروفة بأسرة الفراعنة الهكسوس، تمثّل مرحلة من أواخر العصر الوسيط الثاني قبل الدولة الحديثة، حيث استولى حكام من أصول غرب آسيوية على دلتا النيل وأنشأوا حكماً مركزياً في أڤاريس.

## التاريخ
نشأ حكم الفراعنة الهكسوس تدريجياً عبر اختراق تجاري وثقافي، ثم استغلوا ضعف الأسرة الرابعة عشرة وسيطرة ملوك طيبة على الصعيد للسيطرة على دلتا مصر، وأقاموا عاصمتهم في مدينة أڤاريس (تل الببلاوي) حيث حكموا المنطقة الشمالية.
يُعزى إلى السلطان ساليتيس (Salitis) التأسيس الفعلي للأسرة، ثم تتابع فراعنة آخرين أشهرهم خانيو (Khyan) وأبي (Apepi) الذي حكم أطول فترة تُوثّقها النُسخ الأثرية (قد تصل إلى 40 عاماً).
تزامن حكم الهكسوس مع استمرار الأسرتين السادسة عشرة والسابعة عشرة في الجنوب (طيبة)، مما أسفر عن صراع طويل انتهى بانتزاع الملك أمنحتب الأول (Ahmose I) الحكم وطرد الهكسوس نحو عام 1530 ق.م.

## قائمة الملوك وأبرز فراعنتها
1. ساليتيس (Salitis): يُعتقد أنه المؤسس، وحكم بداية الأسرة عبر استغلال خليط من القوة العسكرية والتحالفات المحلية[9].
2. شخم‌ناق (Sakir-Har): يرد اسمه على أختام ملكية وأقمشة حريرية، مما يدلّ على ارتباطه بالسلطة في أڤاريس[10].
3. خيان (Khyan): عرف باتصالات دبلوماسية مع حاتوشا وكريت عبر هدايا وأختام لهاس، ما يعكس شبكة علاقات واسعة[4].
4. أبي (Apepi / Apophis): أكثر فراعنة الأسرة شهرة، حكم لمدة قد تصل إلى 40 عاماً، وعُثر على نقش باسمه في تل البراهمة بشرق دلتا مصر[6].
5. خمودي (Khamudi): آخر فراعنة الهكسوس، واجه حملة أمنحوتب الأول التي نجحت في استعادة ممفيس وطرد الهكسوس نهائيّاً[1].

## إرث الأسرة
ساهم الهكسوس في نقل وتطوير عدد من التقنيات العسكرية والاقتصادية إلى مصر، مثل استخدام المركبات الحربية والخناجر المنحنية والأقواس المركبة.
شكل طردهم بداية الدولة الحديثة واستعادة وحدة مصر تحت ملوك الأسرة الثامنة عشرة المصرية، مع تجسّد نموذج مركزي جديد أقوى من ذي قبل.

## أنظر أيضًا
- قائمة ملوك مصر القديمة
- قائمة الأسر الملكية المصرية
- الأسرة المصرية الخامسة عشر